# Amiota javaensis
Amiota javaensis är en tvåvingeart som beskrevs av Chen och Masanori Joseph Toda 1998. Amiota javaensis ingår i släktet Amiota och familjen daggflugor. Inga underarter finns listade i Catalogue of Life.